# Ionuț-Cristian Săvoiu
Ionuț-Cristian Săvoiu (n. 8 octombrie 1968, Ploiești, România) este un deputat român, ales în 2012 din partea Partidului Social Democrat.
Ionuț Săvoiu are experiență profesională și managerială în domeniul cadastrului și înregistrării propietății dar și în preluarea, producția și gestiunea datelor geospațiale.